# Varsity Arena

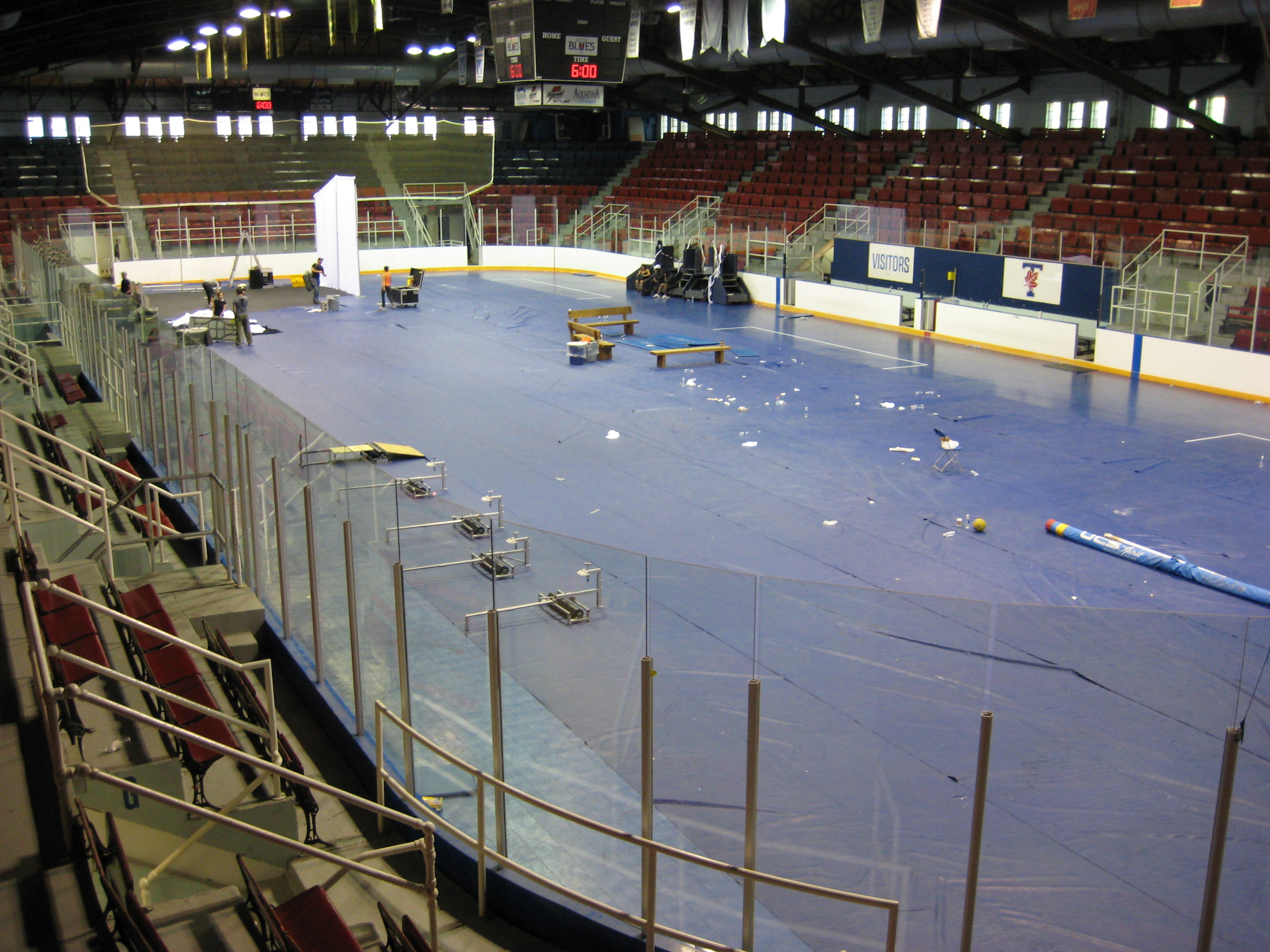
Interior do Varsity Arena.

Varsity Arena é uma arena de esportes em Toronto, Ontário, Canadá, localizado em 275 Bloor Street West, próximo ao cruzamento desta com a Avenue Road. É a sede de várias das equipes desportivas do Varsity Blues, o clube de esportes da Universidade de Toronto. A arena foi inaugurado em 17 de dezembro de 1926. A arena possui uma área de 6 560 m2..
O Varsity Arena foi uma das primeiras arenas esportivas sem pilares no banco de torcedores, assim evitando tampar a visão dos espectadores. Na sua inaguração, possuía uma capacidade de 4,8 mil assentos. Foi desenhado por T. R. Loudon e Messers da Pearson and Darling. O número diminuiu para 4 116 em renovações feitas entre 1985 e 1986, para expandir a camada de gelo e resolver violações do código municipal contra incêndios.